# Ánima Sola

Ánima Sola, también llamada Alma Desamparada, es una imagen que representa una supuesta "alma" en el purgatorio, muy popular en América Latina, así como en Andalucía, Nápoles y Palermo.

## Historia
Celestina Abdégano, está condenada a sufrir la pena de una inmensa soledad hasta el fin de los siglos, porque perteneciendo a las mujeres piadosas de Jerusalén que tenían por oficio asistir a los condenados, sucedió que en la tarde del Viernes Santo, día en que murió Jesucristo, le tocó a Celestina subir al Calvario con un cántaro de agua refrescante para darles de beber a los mártires del patíbulo y de esta bebida les dio a Dimas y Gestas, pero por temor a los judíos no quiso darle de beber a Jesús y fue condenada a sufrir la sed y el calor constante de las llamas del Purgatorio. (Cita requerida).
No es de extrañar que la leyenda en torno a este espíritu sea tan imprecisa como la forma en la que es invocada. Es conocido que el Ánima Sola es invocada tanto para el bien como para el mal.
Existen devotos de las ánimas del purgatorio y en especial de ella, por quien rezan y encienden luces para disminuir sus penas y con esto esperan algunos beneficios. 
Este aspecto ambivalente del Ánima viene por su baja luz, por lo cual actúa combinándose con la magia blanca o negra. Quienes piden al Ánima Sola un favor deben pagar su promesa al pie de la letra, tal cual lo ofrecieron si concedía la petición, ya que ella puede ” vengarse ” de quien le deba un pago.
En ciertos lugares de Andalucía se conoce cierta leyenda popular que cuenta que la Ánima Sola, fue en la antigüedad la hija de un noble, esta joven muchacha ayudaba a los desfavorecidos, a su padre no le gustó la idea, de que su hija hiciera eso y como castigo la mandó a quemar en la hoguera, para que así nunca más le contradijera.
El ánima sola, no está reconocida por la iglesia católica.

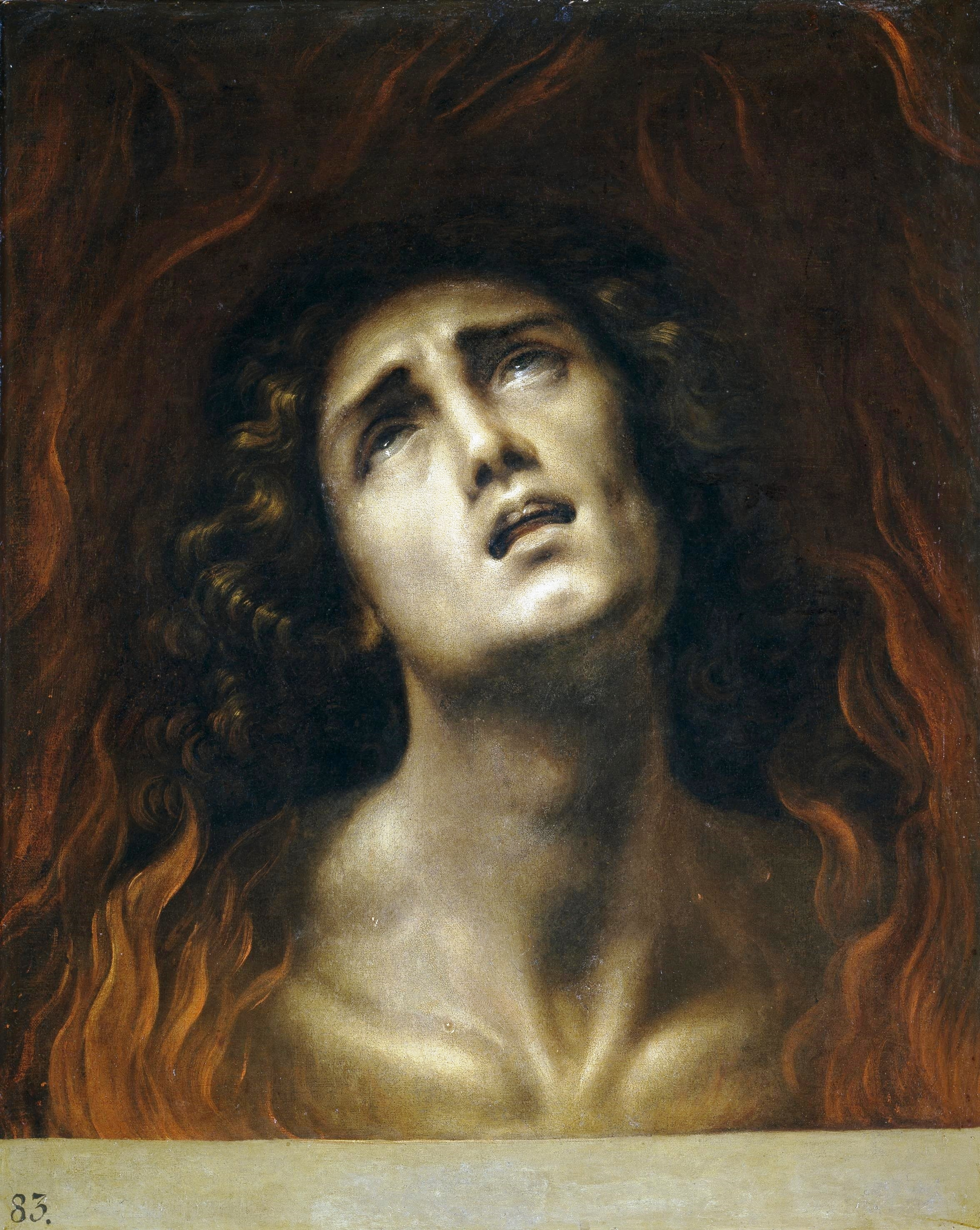
El alma en pena, de Francisco Ribalta.

## La Iglesia
Según los dichos populares, el ánima sola está "condenada eternamente" a sufrir penas en el purgatorio. Sin embargo, tal enseñanza está en total contradicción con la doctrina de la iglesia católica sobre el purgatorio, en la que luego de la purificación, pueden entran en la alegría del cielo (#1030)
El catecismo de la iglesia católica enseña en la primera parte de la profesión de fe, sección segunda, capítulo III, artículo 12, numeral 1022:

1022 Cada hombre, después de morir, recibe en su alma inmortal su retribución eterna en un juicio particular que refiere su vida a Cristo, bien a través de una purificación (cf. Concilio de Lyon II: DS 856; Concilio de Florencia: DS 1304; Concilio de Trento: DS 1820), bien para entrar inmediatamente en la bienaventuranza del cielo (cf. Concilio de Lyon II: DS 857; Juan XXII: DS 991; Benedicto XII: DS 1000-1001; Concilio de Florencia: DS 1305), bien para condenarse inmediatamente para siempre (cf. Concilio de Lyon II: DS 858; Benedicto XII: DS 1002; Concilio de Florencia: DS 1306).

Asimismo, establece también en la primera parte de la profesión de fe, sección segunda, capítulo III, artículo 12, numeral 1030:

1030 Los que mueren en la gracia y en la amistad de Dios, pero imperfectamente purificados, aunque están seguros de su eterna salvación, sufren después de su muerte una purificación, a fin de obtener la santidad necesaria para entrar en la alegría del cielo.

## Interpretación de la imagen
El Ánima Sola se toma para representar un alma que sufre en el purgatorio. Mientras en muchos gráficos cromolíticos se pinta un alma femenina, normalmente se pintan muchas otras figuras como los papas y otros hombres en los gráficos cromolíticos, esculturas y pinturas. En la imagen normalmente más conocida del Anima Sola, se pinta una mujer como rompiendo gradualmente sus cadenas dentro de un calabozo rodeado por las llamas, como representando el purgatorio. Ella parece penitente y reverente, y sus cadenas han estado rotas, una indicación que, después de su sufrimiento temporal, ella se destina para el cielo.
Orando al Ánima Sola es al contrario de una tradición de muchas maneras eso del culto más extendido de santos. En lugar de orar a un santo que entonces atrae Dios, el Anima Sola representa las almas en purgatorio que requiere los dos del vivir a la ayuda y el divino para mejorar sus sufrimientos infernales.
El Anima Sola es común a lo largo del mundo católico, aunque es quizás más fuerte en Nápoles dónde está llamado "el culto de las almas en el Purgatorio". En América Latina, una fuente informa, el Anima Sola todavía es "una creencia profundamente arraigada en la masa de campesinos. La devoción data de los primeros colonizadores que probablemente trajeron la imagen en que el alma se representa como una mujer y sus tormentos sufridos en el purgatorio con la encuadernación de las cadenas en sus manos.

## Las tradiciones mágicas
Como muchos símbolos católicos, la imagen está también arraigada en las tradiciones del espiritismo. Como está descrito en "La Enciclopedia del Elemento de 5000 Hechizos" por Judika Illes:

Anima Sola se traduce como el sola alma o el solo espíritu y se refiere a una imagen de las estatuas votivas muy específica. Basado en las estatuas votivas católicas, esta imagen es particularmente popular en las tradiciones mágicas de Latinoamérica. Pinta a una mujer que está de pie entre las llamas, mientras está quemando eternamente sin consumirse. Ella mira hacia arriba, sosteniendo sus manos encadenadas hacia el cielo. ¿Su alma está quemando en el fuego del infierno o su corazón quema con el fuego de amor?"

.